# Зугенхајм
Зугенхајм (њем. Sugenheim) град је у њемачкој савезној држави Баварска. Једно је од 38 општинских средишта округа Нојштат ан дер Ајш-Бад Виндсхајм. Према процјени из 2010. у граду је живјело 2.330 становника. Посједује регионалну шифру (AGS) 9575165.

## Географски и демографски подаци
Зугенхајм се налази у савезној држави Баварска у округу Нојштат ан дер Ајш-Бад Виндсхајм. Град се налази на надморској висини од 312 метара. Површина општине износи 63,4 km². У самом граду је, према процјени из 2010. године, живјело 2.330 становника. Просјечна густина становништва износи 37 становника/km².